# Pismo południowoarabskie
Pismo południowoarabskie (musnad) - abdżad semicki używany do zapisu języków południowoarabskich epigraficznych i wczesnej fazy języka gyyz. Najstarsze inskrypcje pochodzą z X wieku p.n.e., najmłodsze z VIII wieku n.e. Większość inskrypcji pochodzi z Półwyspu Arabskiego, ale teksty zapisane tym alfabetem znaleziono m.in. w Babilonii.
Podobnie jak inne klasyczne pisma semickie (np. alfabet arabski, alfabet aramejski, alfabet hebrajski) nie notuje samogłosek. Wyrazy mogą być rozdzielane pionową kreską. Kierunek pisma to bustrofedon. 
Bezpośrednią kontynuacją pisma południowoarabskiego jest pismo etiopskie. Na Półwyspie Arabskim zostało zastąpione alfabetem arabskim.

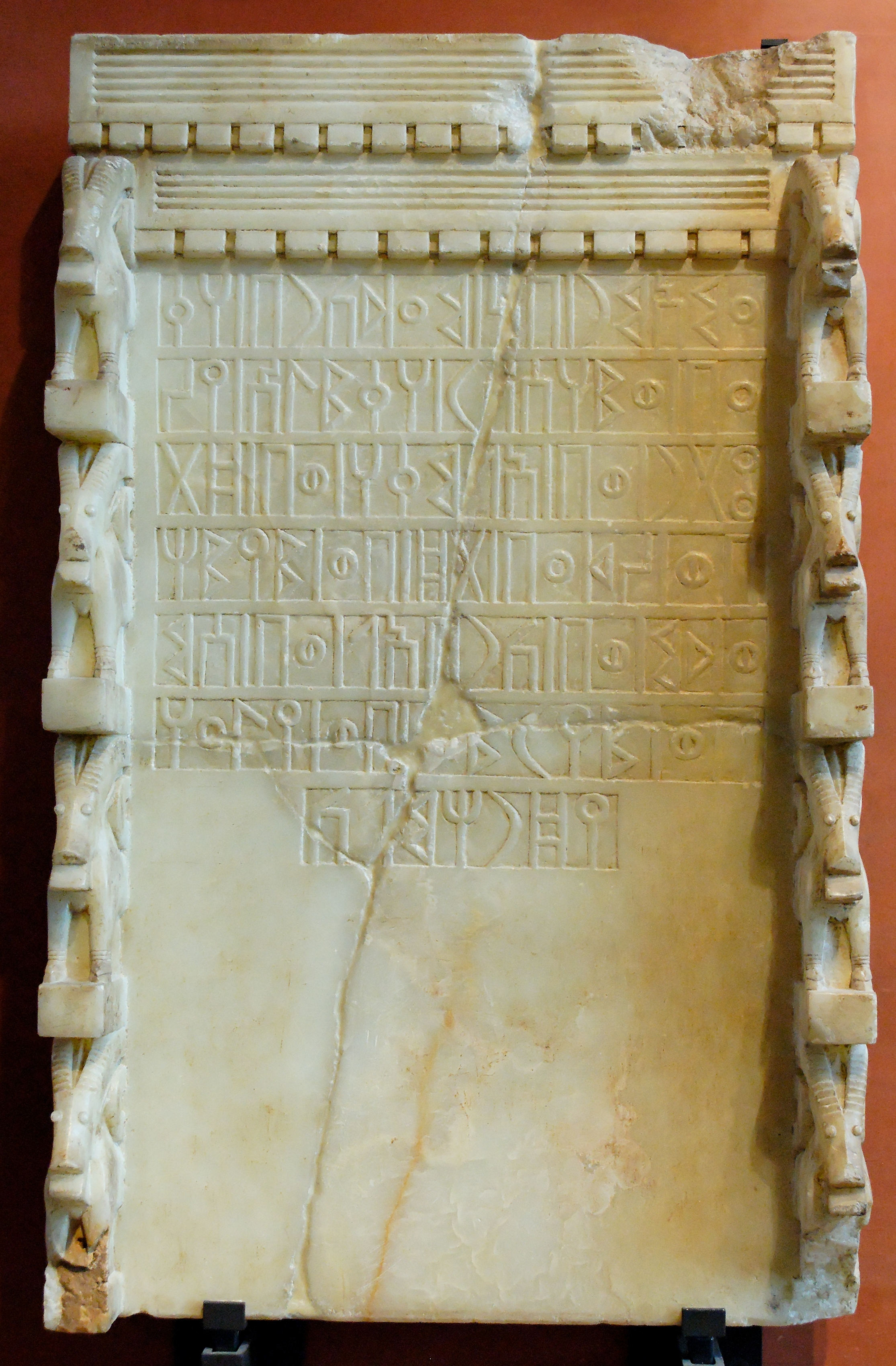
Inskrypcja w języku sabejskim

## Znaki i ich transliteracja
|  | h |
|  | l |
|  | ḥ |
|  | m |
|  | q |
|  | w |
|  | ś |
|  | r |
|  | b |
|  | t |
|  | s |
|  | k |
|  | n |
|  | ḫ |
|  | š |
|  | f |
|  | ʾ |
|  | ʿ |
|  | ḍ |
|  | g |
|  | d |
|  | ġ |
|  | ṭ |
|  | z |
|  | ḏ |
|  | y |
|  | ṯ |
|  | ṣ |
|  | ẓ |